# Francesco Nori (vescovo)

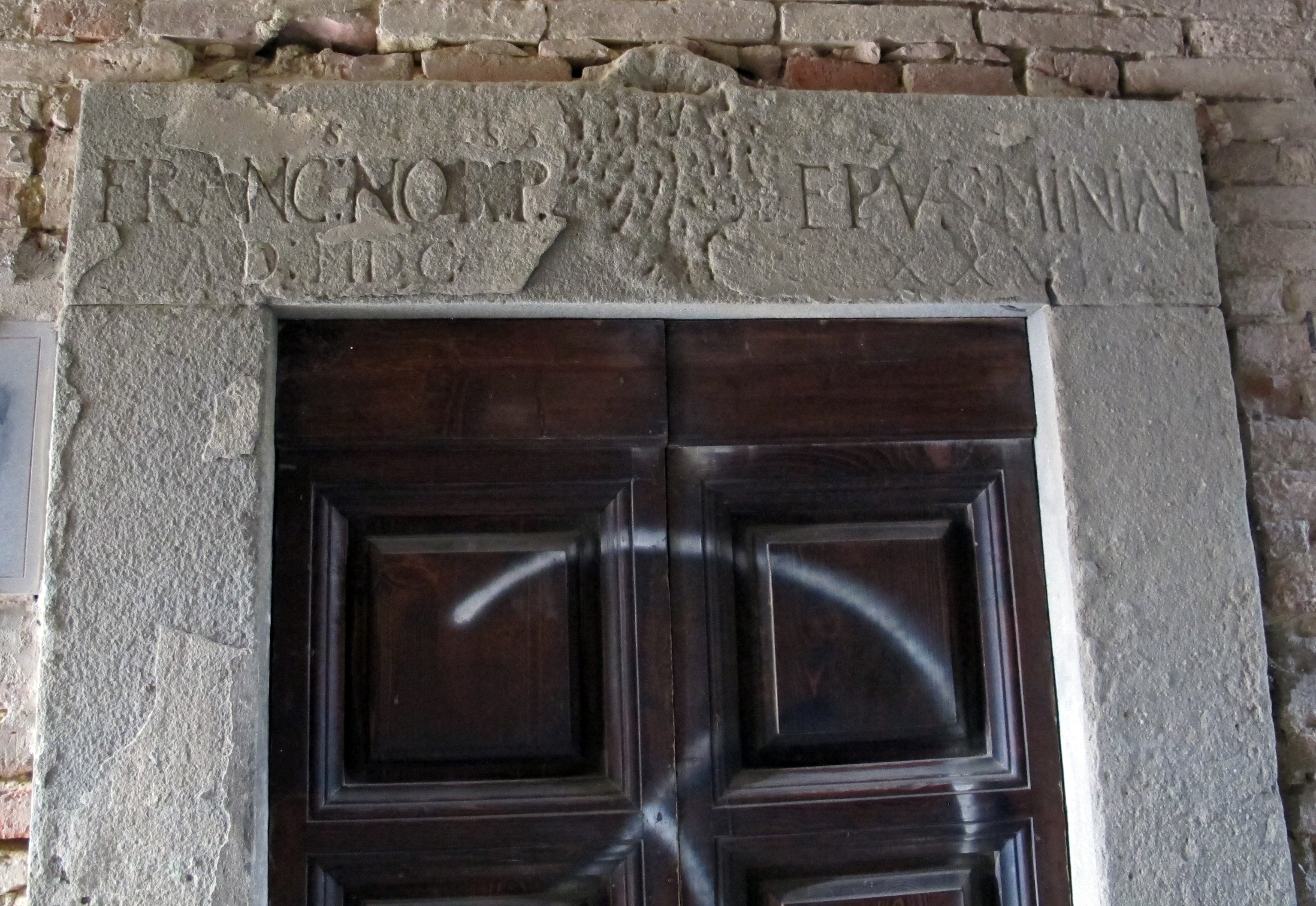
Palazzo vescovile di San Miniato, portale col nome di Francesco Nori

Francesco Nori (Firenze, 1565 – San Miniato, 30 dicembre 1631) è stato un vescovo cattolico e letterato italiano.

## Biografia
Francesco Nori nacque a Firenze nel 1565 e fu ordinato sacerdote nel 1603.
Membro dell'Accademia fiorentina, fu discepolo di Galileo Galilei.
L'11 marzo 1624 fu nominato durante il pontificato di papa Urbano VIII come primo vescovo di San Miniato. Il 27 maggio 1624 fu consacrato vescovo da Ottavio Bandini, cardinale vescovo di Palestrina, con Alessandro del Caccia, vescovo di Pistoia, e Tommaso Ximenes, vescovo di Fiesole, con funzioni di co-consacratori.
Servì come vescovo di San Miniato fino alla sua morte, il 30 dicembre 1631. Con lui si estinse la famiglia Nori.

## Genealogia episcopale
La genealogia episcopale è:
- Cardinale Juan Pardo de Tavera
- Cardinale Antoine Perrenot de Granvelle
- Cardinale Francisco Pacheco de Villena
- Papa Leone XI
- Cardinale Ottavio Bandini
- Vescovo Francesco Nori